# روبرت دايل
روبرت دايل

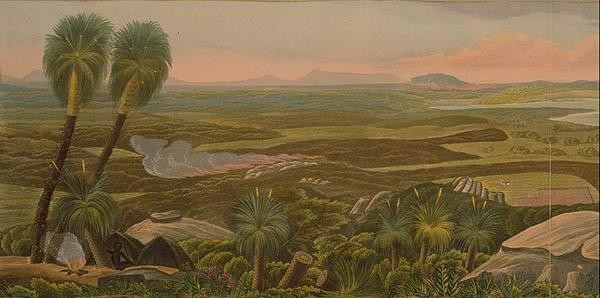
جزء من مستعمرة سوان ريفر، استنادا إلى الرسومات التي كتبها روبرت ديل، ونشرت في عام 1834.

ملازم روبرت ديل (1812-1820 يوليو 18531) أول مستكشف أوروبي عبر ممر دارلينج في أستراليا الغربية .
ولد روبرت دايل في إنجلترا في أكتوبر 1812. تم تعيينه في سلاح الإشارة لـ 63 فوج المشاة في الجيش البريطاني، وذلك قبل وقت قصير من تعيينه موقع مستعمرة سوان ريفر الجديدة في غرب أستراليا.. وكان أول أوروبي يعبر المدى دارلينج ، حيث اكتشف وادي أفون الخصب وساعد في تأسيس مدينتي نيويورك ونورثام .
أصبح في وقت لاحق مشارك في تعزيز استخدام الأخشاب من أستراليا الغربية . توفي بمرض السل في الحمام يوم 20 يوليو 1853.
أطلق اسمه على تلة هامة تقع إلى الجنوب من جبل Mundaring وأيضاً على ير دايل بعده. كما أطلق اسمه على نهر دايل أحد روافد نهر أفون أيضا تكريماً له.